# レオライナー (路面電車車両)

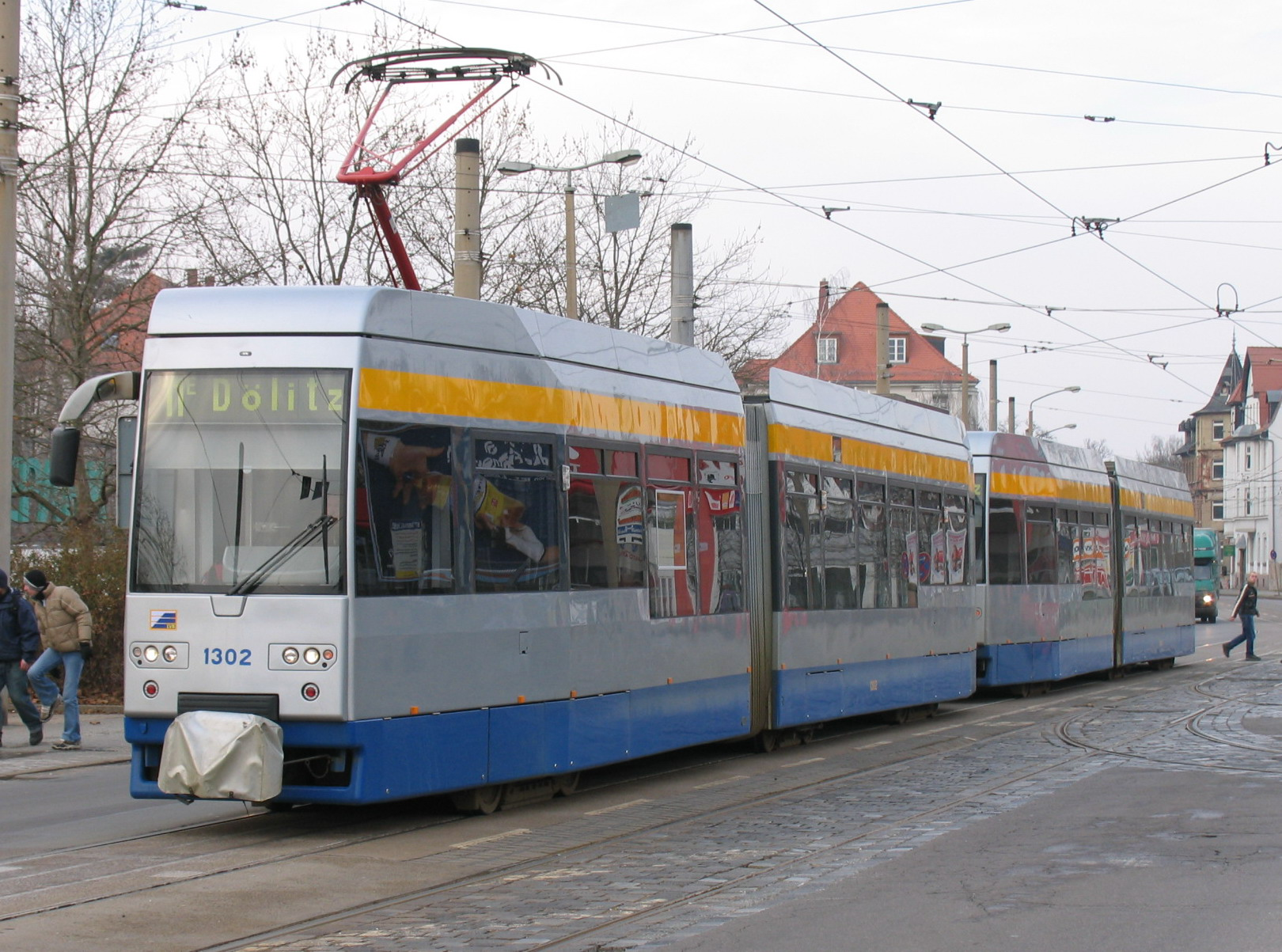
レオライナーの試作車（ライプツィヒ市電）（2005年）撮影

レオライナー（Leoliner）は、ドイツの鉄道車両メーカーであるハイターブリックが展開する路面電車路線向け部分超低床電車ブランド。2019年の時点でライプツィヒ市電とハルバーシュタット市電に導入されている。

## 製造までの経緯

"レオライナー"の名前の由来となったライプツィヒの市章

1990年のドイツ再統一以降、旧東ドイツのライプツィヒを走るライプツィヒ市電では、1970年代以降導入されたチェコスロバキア・ČKDタトラ製のタトラカー（T4D・B4D形）の置き換えが課題となっていた。東ドイツ時代の酷使の結果大半の車両の老朽化が進行しており、車齢自体も最大31年に達していたが、近代化工事を行った車両を除く在籍数は1996年の時点で489両に達しており、これだけの車両を一気に置き換える超低床電車を大量導入するだけの資金調達は不可能であった。一方、同様の課題は民主化後の東側諸国各地の路面電車も抱えており、低価格で購入できる新型車両が求められていた。
そこに商機を見出したライプツィヒ市電を運営する民間企業であるライプツィヒ運輸有限会社（LVB）は、1999年に自社のハイターブリック中央工場を用いて新型の路面電車を製造するプロジェクトを立ち上げた。2003年に中央工場はLVBの子会社であるライプツィヒ車両サービス企業有限会社（現：ハイターブリック）として独立し、同年から2004年にかけて連接車（NGTW6形）・ボギー車（NGTW4形）の2種類の試作車両を製造した。これらの車両に付けられたレオライナー（Leoliner）と言う愛称は、ライプツィヒの市章に描かれた獅子が由来となっている。

## NGTW6形

### 概要
既存の技術や設備で製造する事をコンセプトに開発が行われた片運転台の2車体連接車。車体の長さは前後で異なり、運転台や集電装置が設置された先頭車体の方が全長が短い。台車は編成前後に設置された動力台車、後部車体に設置された付随台車共に従来の路面電車と同様の車軸を用いた構造を採用しており、メンテナンスの簡素化が実現している。車内は動力台車付近を除き全体の60％が低床構造で、運転台部分には空調装置が搭載されている。片運転台式のため、乗降扉は側面片側にのみ設置されている。
計画当初はタトラカーの部品を用いる事も考えられていたが、実際には全ての部品が新製されている。ただし動力台車についてはタトラカー用の台車を基に設計が行われている。

### ライプツィヒ市電

#### 試作車
最初に製造された試作車（1301）は2003年9月に一般公開が行われ、同年12月から営業運転を開始し、翌2004年には2両目の試作車（1302）が製造された。以降は1301+1302で編成を組み定期運用に使われるのと同時に各種試験が実施され、制動装置の不具合を始めとする指摘は量産車の設計に活かされた。2019年の時点で1301は単独で定期運用に使用されている一方、1302は2016年から2017年にかけて新人運転手向けの教習車へ改造されている。

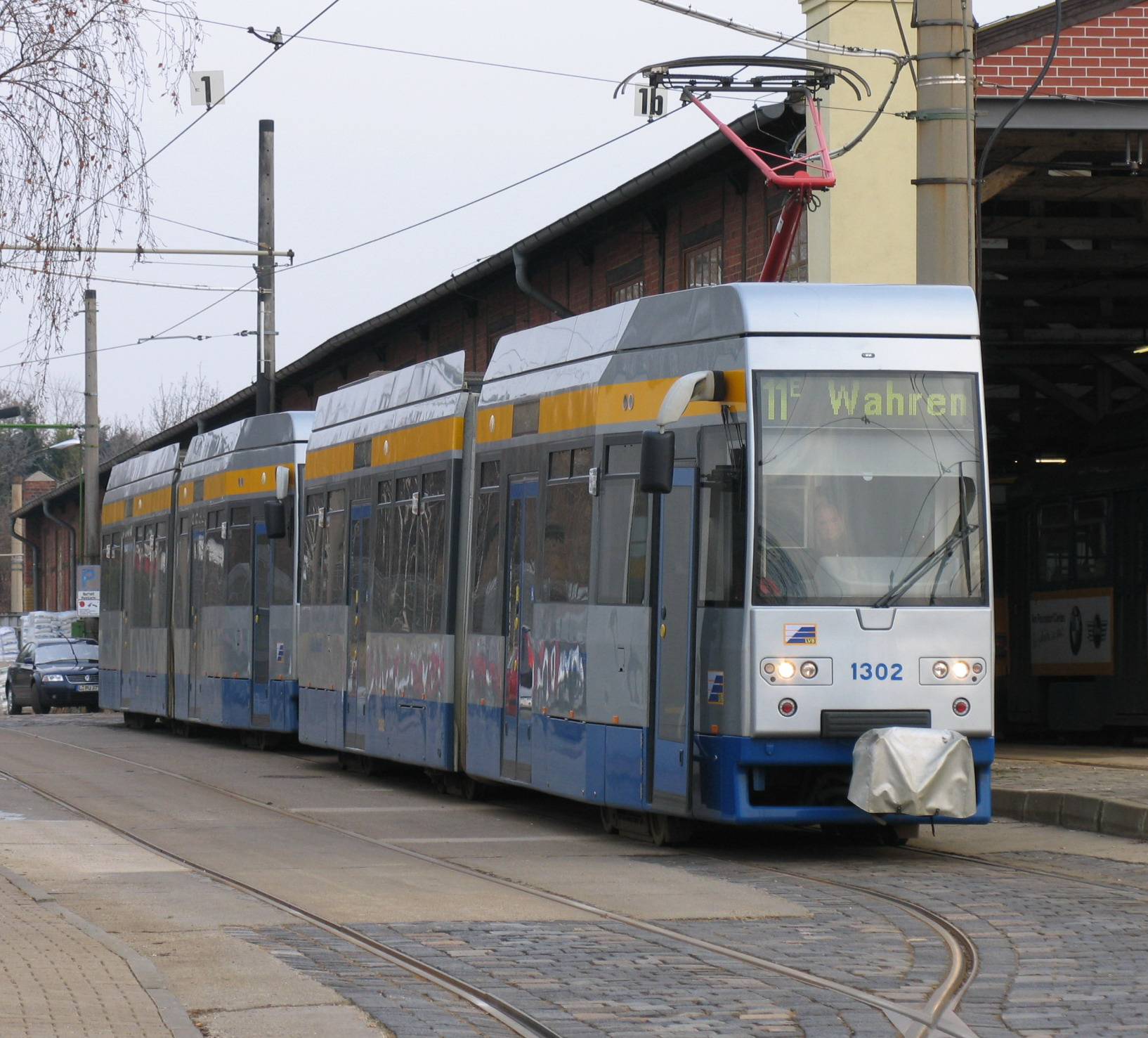
1302（2005年撮影）

#### 量産車
1301・1302の試験結果を受け、2004年からライプツィヒ市電向けのレオライナーの量産が始まった。連結器カバーの新設を含め試作車から前面形状が変更された他、停留所のプラットホームとの接触を防ぐため車体下部の幅を2,200 mmと狭くした。また当初の車両について乗降扉の開閉速度が遅いという苦情が相次いだ事から、1311以降は開閉速度の調整を行った乗降扉への変更が実施された。
2005年から営業運転を開始し、2008年までに30編成（1303-1332）が導入され、更に2009年から2011年には方向幕の改良を実施した18編成（1333-1350）が増備された。これらの量産車の各編成にはライプツィヒの地名にちなんだ愛称が付けられている。2019年現在、ライプツィヒ市電の各系統で単独もしくは2編成の連結運転が実施されている他、90％低床車体のNB4形付随車を牽引する運用も存在する。
試作車も含め、これらライプツィヒ市電向けの車両はNGTW6-L形に加えてNGT6形や37形（Typ 37）と言う形式名でも呼ばれており、試作車（1301・1302）が"37形"、一次量産車（1303-1332）が"37a形"、二次量産車（1333-1350）が"37b形"と区別される。

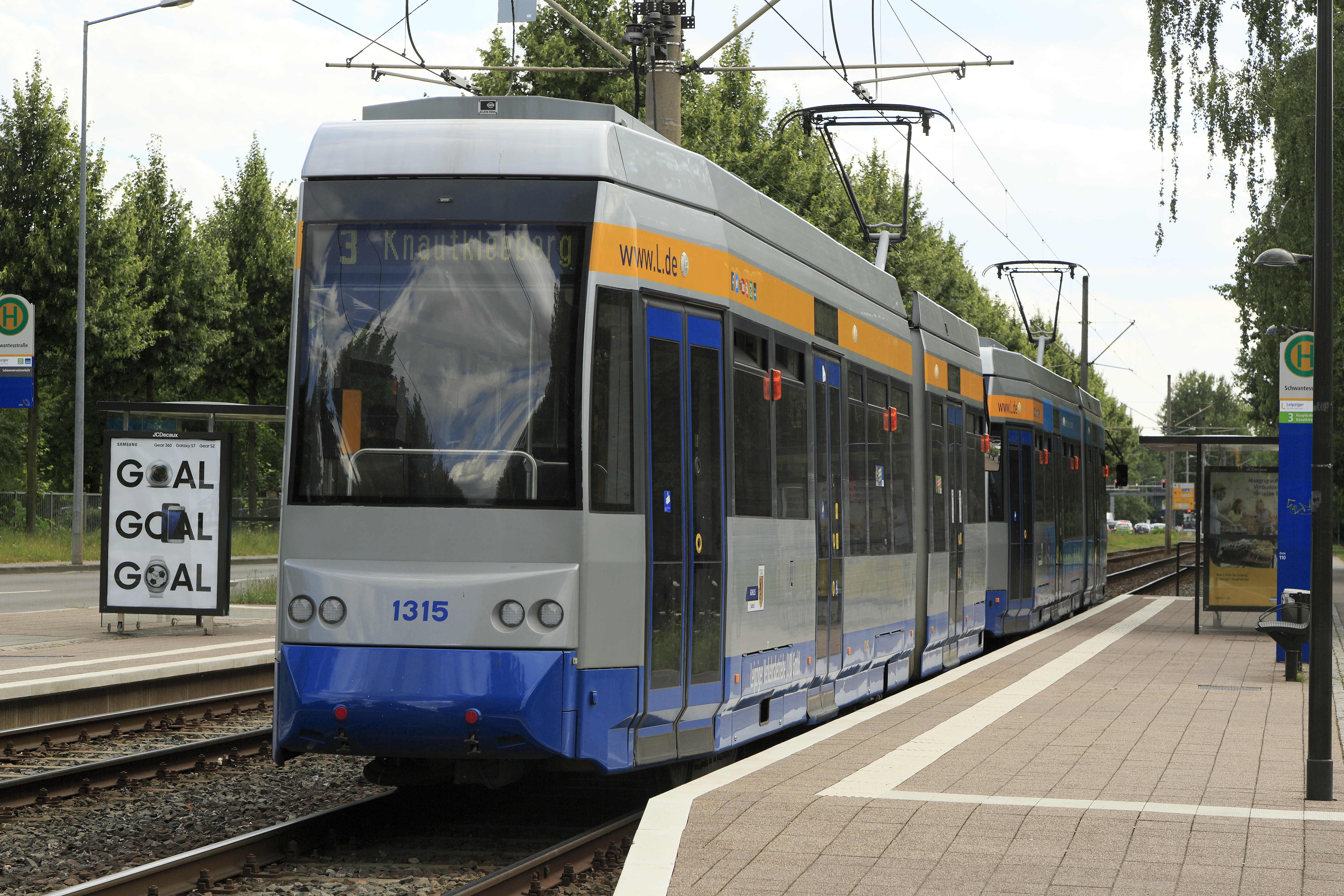
後部車体には運転台がない（1315）
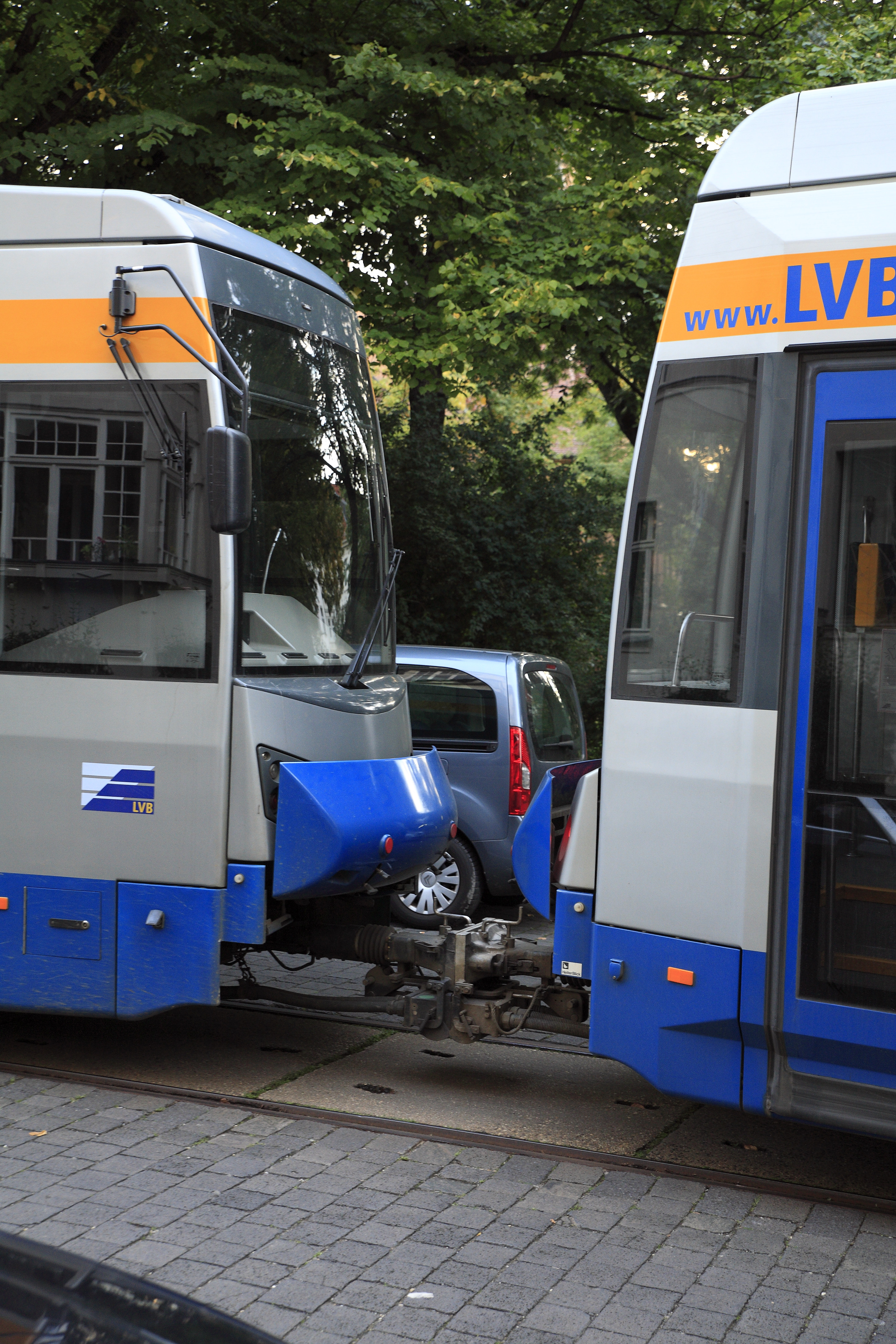
連結運転時にはカバーが展開する
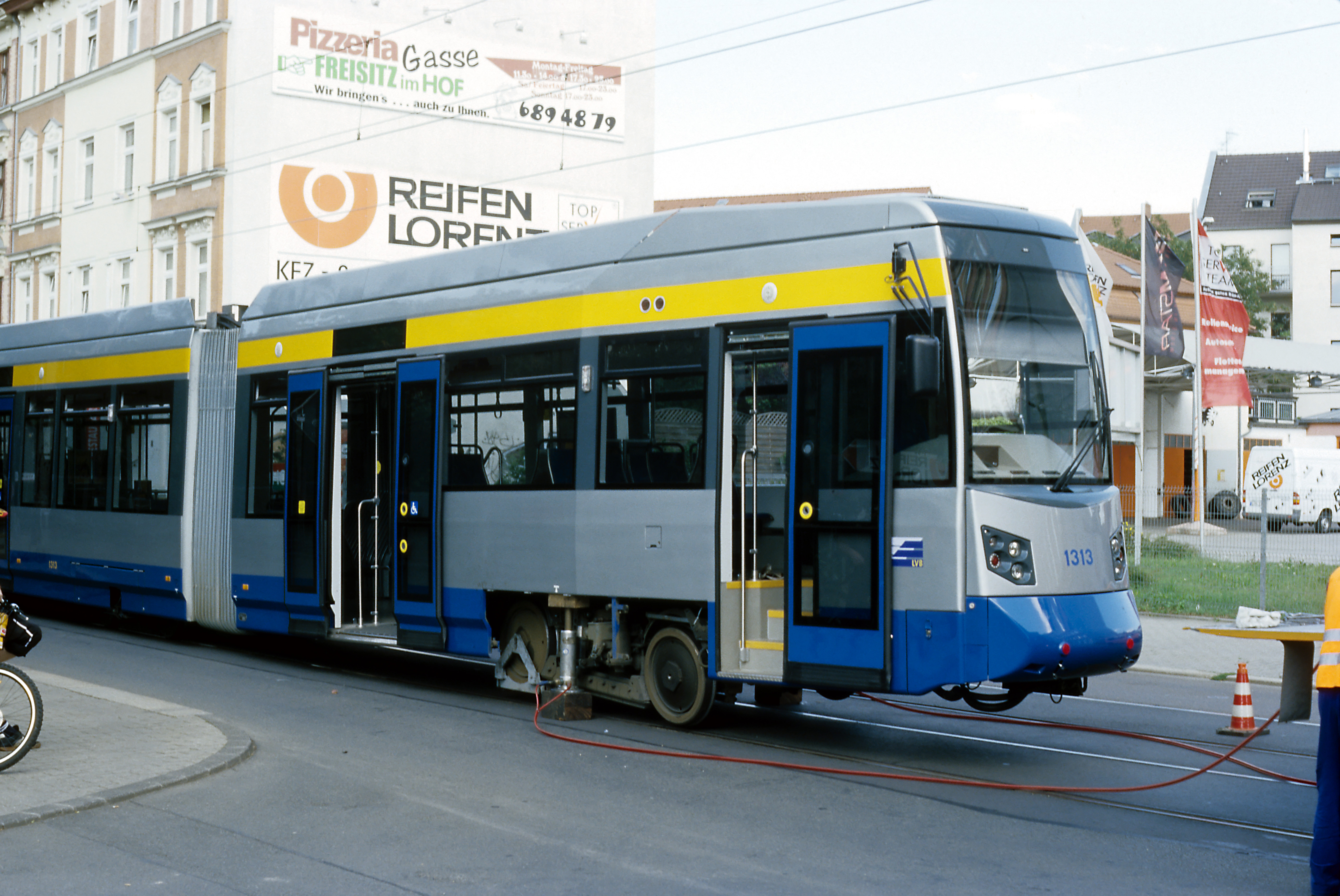
搬入作業中の1313

### ハルバーシュタット市電
旧東ドイツのハルバーシュタットを走るハルバーシュタット市電には、ドイツ再統一以降2軸車置き換えのためシュトゥットガルトやフライブルク、ノルトハウゼンで使用されていたGT4形電車の譲渡を受けたが、2000年の時点での車齢は30年以上であり老朽化が進んでいた他、全車とも高床式で乗降に難があった。そこで、コストや車両デザインなど様々な条件に合致したレオライナーを導入する事を決定した。ライプツィヒ市電向け車両と異なり、後部車体の乗降扉は中央部の1箇所のみである。
2006年10月14日に最初の車両が一般公開され12月から営業運転を開始し、翌2007年までに5編成が導入された。これによりシュトゥットガルトから譲渡された片運転台式のGT4形が動態保存用の1編成を除いて廃車され、市電のバリアフリー化に大きく貢献した。導入に際してザクセン・アンハルト州が購入費用の75％を負担している他、全車両にハルバーシュタット大聖堂の司祭にちなんだ名称が付けられている。

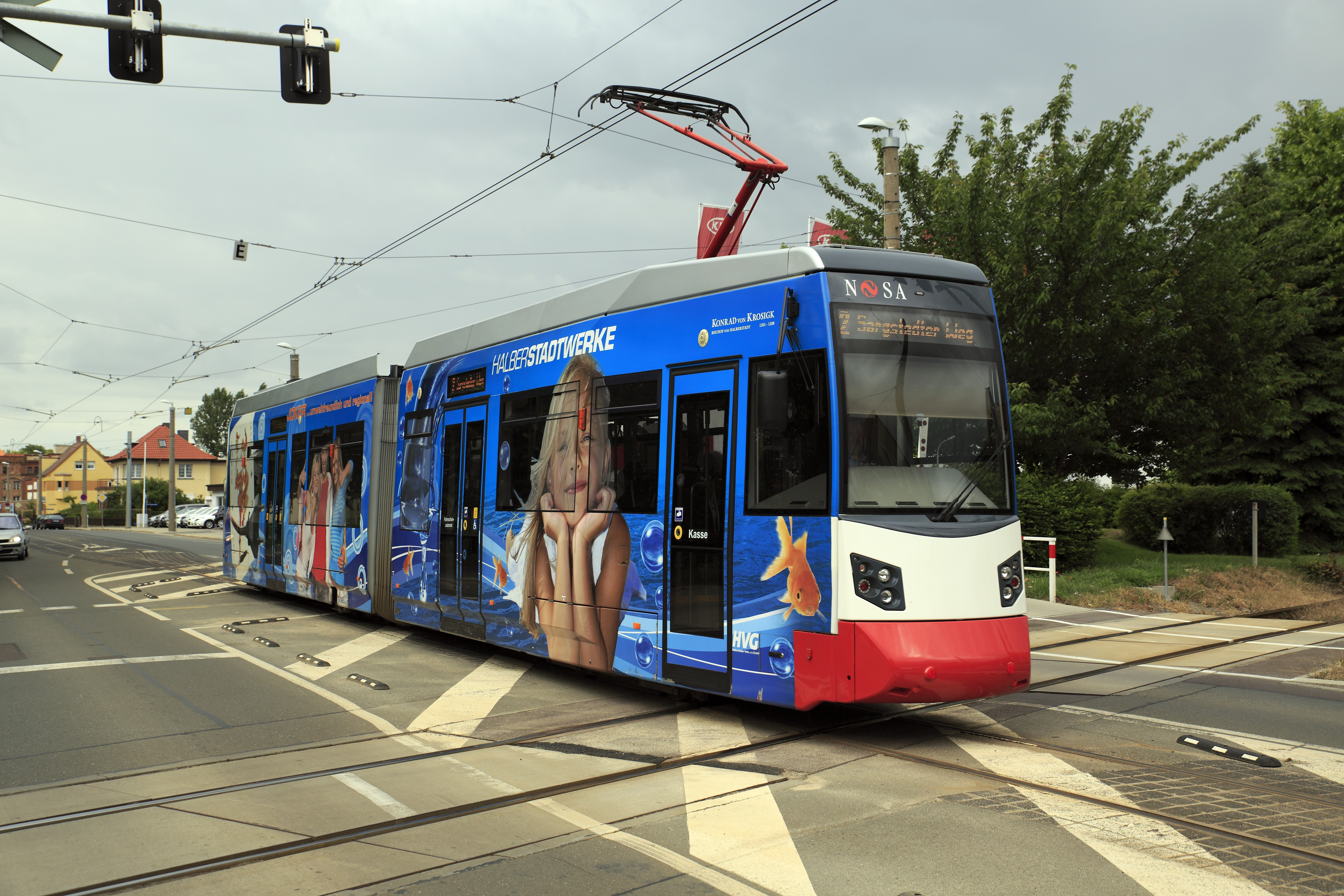
全面広告塗装のNGTW6-H形
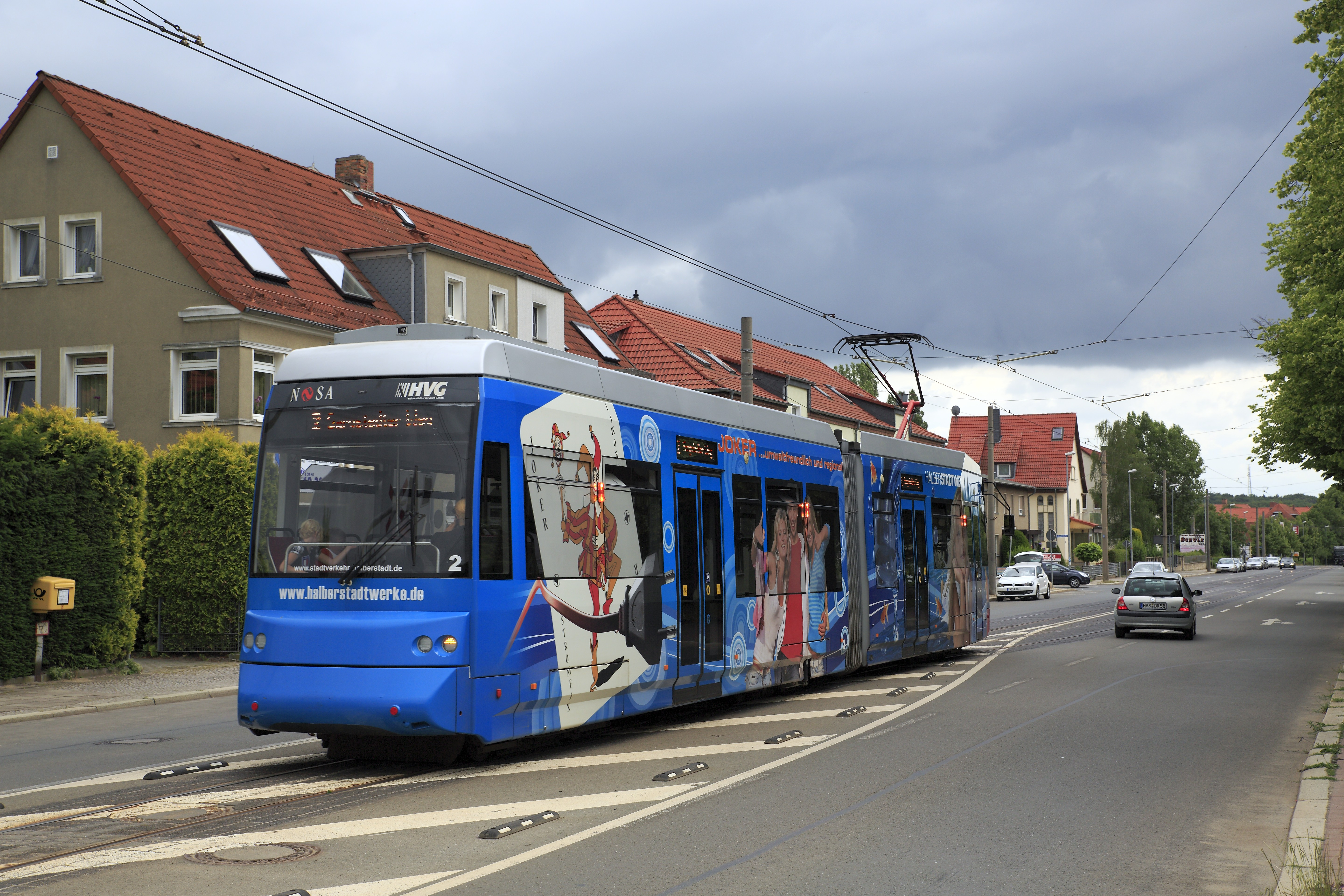
運転台がない後部車体

## NFTW4形
2003年に1両が試作された、ボギー車タイプのレオライナー。車体中央部が低床構造となっており、低床部分の面積は車内全体の25％である。全部品を新造で賄った連接車（NGTW6形）と異なり、ライプツィヒ市電が所有していたT4D形（1808）の台枠や屋根、台車を流用している。
当初はポーランド・シュチェチン市電への導入が計画され、ライプツィヒ市電の線路を用いた試運転が実施されたが、後にシュチェチン市電への導入計画は破棄され、ライプツィヒ市電での旅客輸送も許可されず、2004年以降は事業用車両（牽引車）として使用された。その後2008年、従来のレール削正車が重量過多によりレールを破損させる事例が相次いだため、NFTW4形を新たなレール削正車に改造する事が決定した。翌2009年以降は同様の改造が施されたT4D形（5091）と共に保線作業に用いられている。砥石を用いてレール頭部を削るグラインダ式を採用しており、騒音や粉塵を抑制するため削正時に撒く水を貯める水タンクが設置されている。

## 関連項目

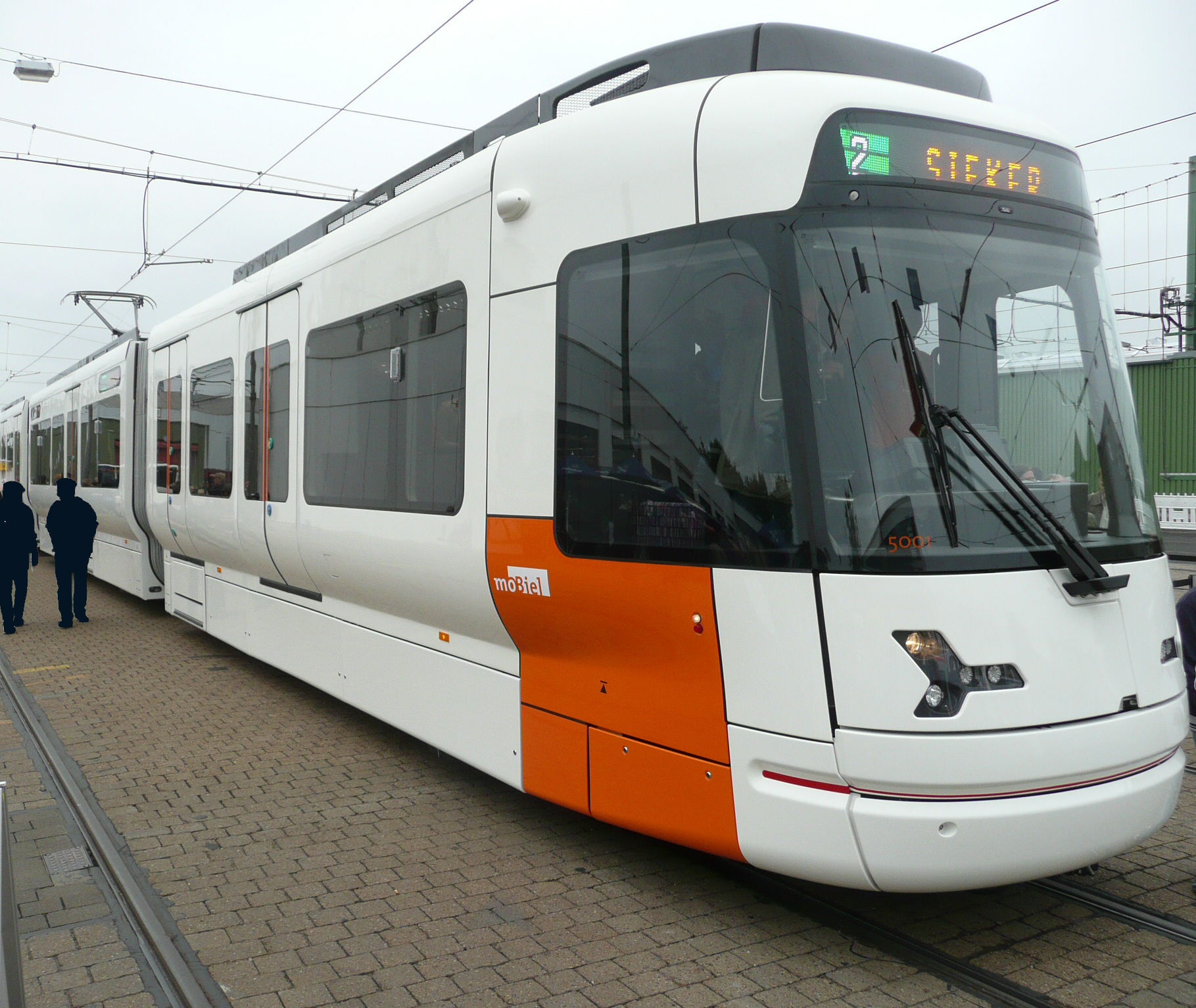
バモス（ビーレフェルト向け）
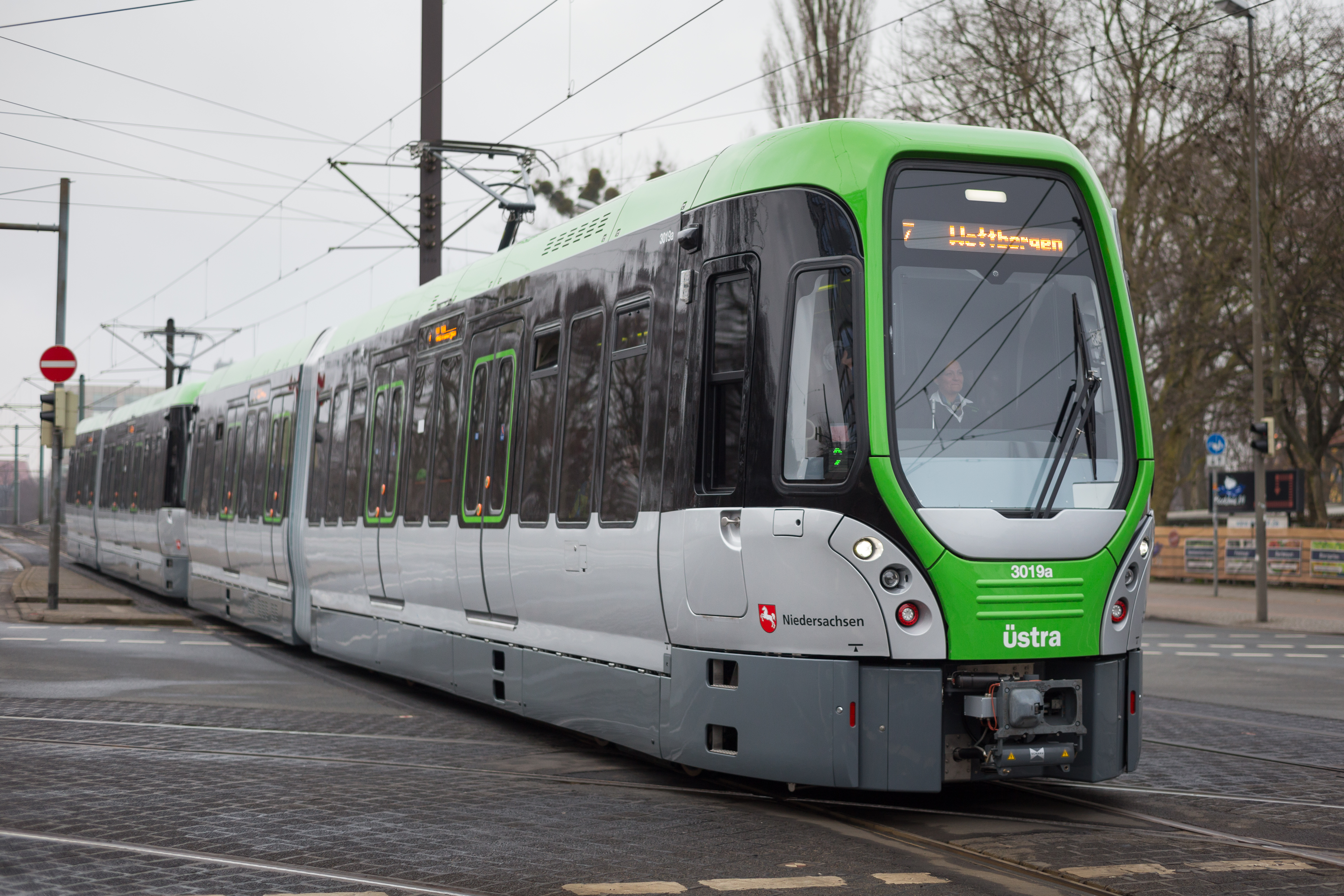
TW3000